# Hermann Eberlein
Hermann Eberlein (* 17. September 1917 in München; † 21. Oktober 2010 ebenda) war ein deutscher Leichtathlet, der für den TSV 1860 München startete. 
Er war 1939 und 1946 Deutscher Meister im 5000-Meter-Lauf, 1947 und 1948 belegte er den zweiten Platz, 1941 den dritten. Bei seinem Sieg 1939 stellte er mit 14:27,2 min einen deutschen Rekord auf, der bis 1950 Bestand hielt.
1950 wurde er Deutscher Meister im 10.000-Meter-Lauf, 1949, 1952, 1953, 1954 wurde er Vizemeister, 1951 erreichte er den dritten Platz.  1938, von 1947 bis 1954 und 1958 gewann er insgesamt zehnmal mit den Münchner Löwen die deutsche Leichtathletik-Mannschaftsmeisterschaft. 
Bei den deutschen Meisterschaften im Wald- und Crosslauf gewann er 1952 den Titel in der Langdistanz. 1947, 1948, 1949, 1951, 1952, 1953 und 1959 holte er zusammen mit zwei Mitläufern den Mannschaftstitel über dieselbe Distanz.
Eberlein trat nicht bei den Olympischen Spielen oder Europameisterschaften an, nahm aber 26-mal an den Länderkämpfen teil.
Während seiner aktiven Zeit war er 1,65 m groß und 53 kg schwer. 1952 wurde ihm der Rudolf-Harbig-Gedächtnispreis verliehen. Bereits vorher, nämlich am 25. Januar 1951 war er durch Verleihung des Silbernen Lorbeerblattes geehrt worden.

## Bestzeiten
- 1000 Meter: 2:40,5 min (1949)
- 1500 Meter: 3:59,0 min (1950 und 1952)
- 3000 Meter: 8:30,4 min (1939)
- 5000 Meter: 14:27,2 min (1939)
- 10.000 Meter: 30:41,4 min (1950)